# Gmina Krutje
Gmina Krutje  (alb. Komuna Krutje) – gmina położona w środkowo-zachodniej części Albanii. Administracyjnie należy do okręgu Lushnja w obwodzie Fier. W 2011 roku populacja gminy wynosiła 7564 osoby w tym 3687 kobiety oraz 3877 mężczyzn, z czego Albańczycy stanowili 93,98%  mieszkańców. 
W skład gminy wchodzi jedenaście miejscowości: Krutje e Sipërme, Krutje e Poshtme, Fier i Ri, Zhymë, Rrupaj, Lifaj i Vjetër, Kadiaj, Ngurrëz i Madh, Ngurrëz i Vogël, Arrëz, Gjazë.